# Talp d'Echigo
El talp d'Echigo (Mogera etigo) és una espècie de mamífer de la família dels tàlpids. És endèmic del Japó.